# Heather Burns
Pour les articles homonymes, voir Burns.
Heather Burns, née le 7 avril 1975 à Chicago, en Illinois, aux (États-Unis), est une actrice américaine.

## Biographie

### Enfance
Heather Burns est née le 7 avril 1975 à Chicago, en Illinois, aux (États-Unis).

### Parcours
Fille d'un avocat de Chicago, elle a fait ses études à The Second City de Chicago. Elle participe à l'école d'été Yale School of Drama, a est diplômée de l'école The Atlantic Theatre Company Acting School. Elle reçoit un bachelor en Fine Arts  de la Tisch School of the Arts de l'Université de New York.

### Vie privée
Mariée en 2012 à Ajay Naidu, son ami depuis leurs études à Evanston Township High School.

## Filmographie
- 1996 : On ne vit qu'une fois ("One Life to Live" série télévisée commencée en 1968 à la télévision): Herrick #1
- 1998 : 
  - 99 Threadwaxing : petite amie
  - Number One : Lily
  - Vous avez un mess@ge (You've Got Mail) : Christina Plutzker
- 1998 : New York, police judiciaire ("Law & Order" série télévisée) épisode Carrier : Lana Madison
- 1999 : 
  - Chicks (téléfilm) : Darcy
  - Nearly Yours : série télévisée
- 2000 : 
  - You Are Here* : Lydia
  - Miss Détective (Miss Congeniality) : Cheryl Frasier, Miss Rhode Island
- 2000 :  
  - The Beat (série télévisée)
    - épisode : The Beat Goes On : Beatrice Felsen
    - épisode : They Say It's Your Birthday : Beatrice Felsen

  - The Street (série télévisée)
    - épisode Rebound (2000) : Joanne Sacker
    - épisode Turf Wars (2001) : Joanne Sacker
    - épisode Past Performance (2001) : Joanne Sacker
    - épisode Junk Bonds (2001) : Joanne Sacker
    - épisode Framed (2001) : Joanne Sacker
- 2002 : L'Amour sans préavis (Two Weeks Notice) : Meryl Brooks
- 2003 : With You in Spirit (téléfilm) : Emily Burke
- 2005 : 
  - Perception : Ramona
  - Miss FBI : Divinement armée (Miss Congeniality 2: Armed & Fabulous) : Cheryl
  - Ma sorcière bien-aimée (Bewitched) : Nina
  - The Lobster Farm (Brooklyn Lobster) : Kerry Miller
- 2006 : Kill the Poor : Scarlet
  - The Groomsmen : Julianna
- 2006 : 
  - New York, section criminelle (saison 5, épisode 10) : Claire Quinn
  - Twenty Good Years (série télévisée)
    - épisode The Bong Show (1er janvier 2006) - Stella
    - épisode The Elbow Incident (1er janvier 2006) - Stella
    - épisode The Crying Game (1er janvier 2006) - Stella
    - épisode Sorry, Wrong Ship (1er janvier 2006) - Stella
    - épisode Pilot (11 octobre 2006) - Stella
    - épisode Big Love (18 octobre 2006) - Stella
    - épisode Jeffrey's Choice (1er novembre 2006) - Stella
- 2007 : Watching the Detectives : Denise
- 2010 : Bored to Death (série télévisée) : Leah
- 2011 : (S)ex list : Eileen
- 2013 : Save Me : Jenna Derring
- 2016 : Manchester by the Sea de Kenneth Lonergan :
- 2018 : Blindspot : Kathy / Elektra